# 立新街道 (鸡西市)
立新街道，是中华人民共和国黑龙江省鸡西市鸡冠区下辖的一个乡镇级行政单位。

## 行政区划
立新街道下辖以下地区：
矿部社区。